# Sverepec
Sverepec es un municipio del distrito de Považská Bystrica en la región de Trenčín, Eslovaquia, con una población estimada a final del año 2024 de 1404 habitantes.
Se encuentra ubicado al norte de la región, cerca del río Váh (cuenca hidrográfica del Danubio) y de la frontera con República Checa y con la región de Žilina.

## Demografía
| Año        | 1994 | 2004    | 2014     | 2024     |
| ---------- | ---- | ------- | -------- | -------- |
| Población  | 1064 | 1102    | 1237     | 1404     |
| Diferencia |      | +3,57 % | +12,25 % | +13,50 % |

| Año        | 2023 | 2024    |
| ---------- | ---- | ------- |
| Población  | 1376 | 1404    |
| Diferencia |      | +2,03 % |